# Canoe Lake, Nipissing District

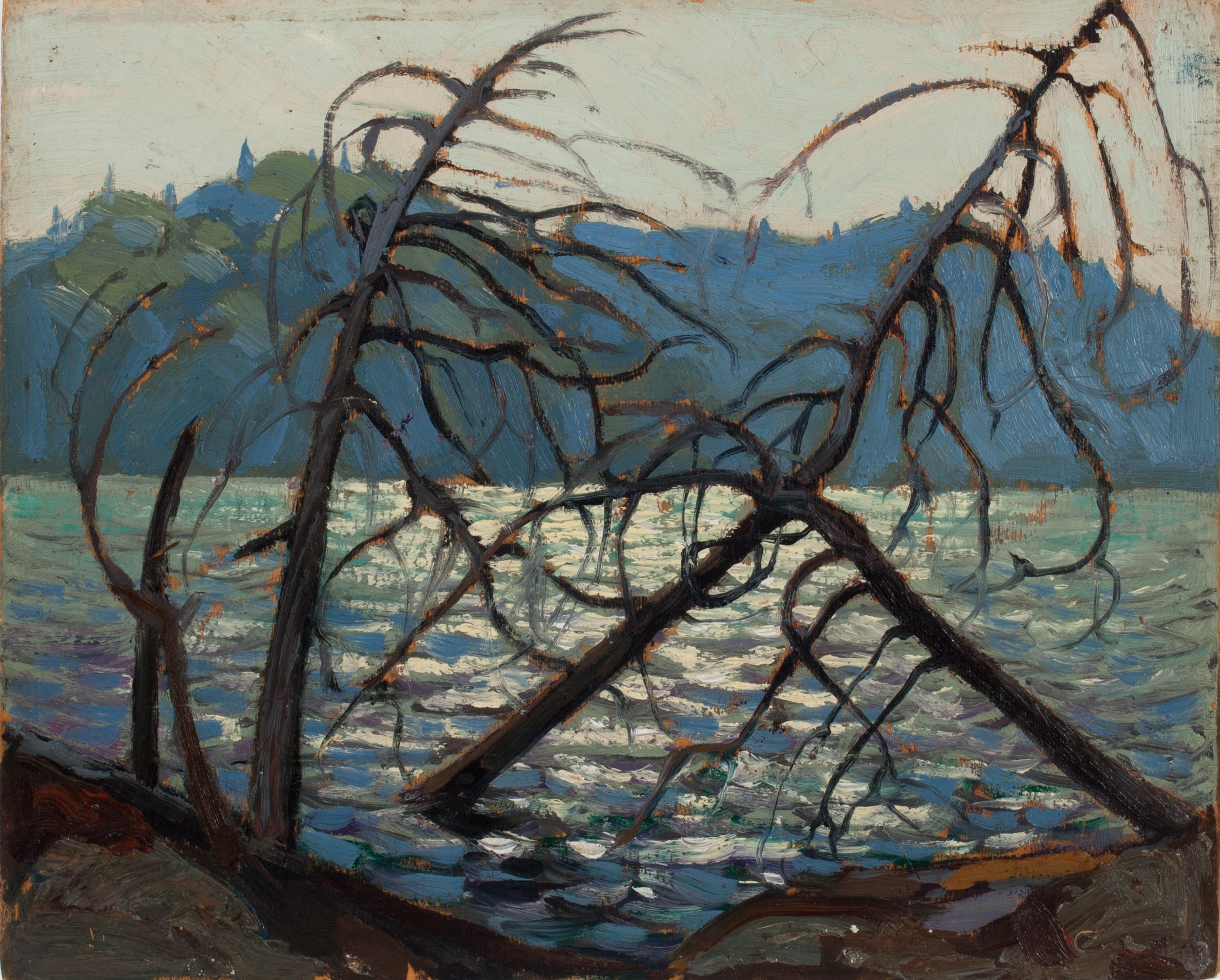
Oljemålningen Canoe Lake av Tom Thomson från 1914.

Canoe Lake är en sjö i Algonquins provinspark i Kanada. Den ligger i Nipissing District och provinsen Ontario, 240 km väster om huvudstaden Ottawa. Canoe Lake ligger 431 meter över havet. Arean är omkring 4 kvadratkilometer. Den sträcker sig 4,4 kilometer i nord-sydlig riktning, och 1,5 kilometer i öst-västlig riktning.
Sjöns tillföden är bland annat Little Oxtongue River, Potter Creek, Hickory Creek och Sims Creek. Den avvattnas av Oxtongue River. I sjön ligger öarna Cook Island, Gilmour Island och Wapomeo Island. På den senare hittades den berömda kanadensiske konstnären Tom Thomson död 1917 efter en trolig drunkningsolycka. År 1958 namngavs en mindre sjö uppströms efter honom. Sjön är känd för frilufts- och kanotturism.
I omgivningarna runt Canoe Lake växer i huvudsak blandskog. Trakten runt Canoe Lake är nära nog obefolkad, med mindre än två invånare per kvadratkilometer. Trakten ingår i den hemiboreala klimatzonen. Årsmedeltemperaturen i trakten är 2 °C. Den varmaste månaden är augusti, då medeltemperaturen är 16 °C, och den kallaste är januari, med −15 °C. Genomsnittlig årsnederbörd är 1 257 millimeter. Den regnigaste månaden är oktober, med i genomsnitt 158 mm nederbörd, och den torraste är mars, med 66 mm nederbörd.